# Vuelta a España 2024
79. ročník etapového cyklistického závodu Vuelta a España se konal mezi 17. srpnem a 8. zářím 2024 ve Španělsku a Portugalsku. Závod byl součástí UCI World Tour 2024 na úrovni 2.UWT a byl dvacátým osmým závodem tohoto seriálu.

## Týmy
Závodu se zúčastnilo všech 18 UCI WorldTeamů, které byly automaticky pozvány a byly povinny se zúčastnit, a 4 UCI ProTeamy. Týmy Israel–Premier Tech a Lotto–Dstny také dostaly automatickou pozvánku jako 2 nejlepší UCI ProTeamy sezóny 2023.
UCI WorldTeamy
- Alpecin–Deceuninck
- Arkéa–B&B Hotels
- Astana Qazaqstan Team
- Bora–Hansgrohe
- Cofidis
- Decathlon–AG2R La Mondiale
- EF Education–EasyPost
- Groupama–FDJ
- Ineos Grenadiers
- Intermarché–Wanty
- Lidl–Trek
- Movistar Team
- Soudal–Quick-Step
- Team Bahrain Victorious
- Team dsm–firmenich PostNL
- Team Jayco–AlUla
- Visma–Lease a Bike
- UAE Team Emirates

UCI ProTeamy
- Equipo Kern Pharma
- Euskaltel–Euskadi
- Israel–Premier Tech
- Lotto–Dstny

## Favorité před závodem

### Celkové pořadí
Mezi favority na celkové pořadí se řadí trojnásobný vítěz závodu Primož Roglič, obhájce loňského triumfu Sepp Kuss, dále také Carlos Rodríguez, Mikel Landa, João Almeida, Thymen Arensman nebo Adam Yates.

### Sprinteři
Mezi favority sprinterských etap se řadí vítěz tří etap z loňského ročníku a obhájce zeleného trikotu Kaden Groves, dále Corbin Strong, Arne Marit, Jon Aberasturi, Arjen Livyns a nadějný český mladík Pavel Bittner.

## Trasa a etapy
17. září 2023 organizátoři závodu odhalili, že Vuelta a España 2024 začne v hlavním městě Portugalska Lisabonu. Kompletní trasa závodu byla odhalena 19. prosince téhož roku.
| Etapa         | Datum         | Trasa                                              | Vzdálenost    | Typ           | Typ                  | Vítěz                 |
| ------------- | ------------- | -------------------------------------------------- | ------------- | ------------- | -------------------- | --------------------- |
| 1             | 17. srpna     | Lisabon (Portugalsko) – Oeiras (Portugalsko)       | 12 km         |               | Individuální časovka | Brandon McNulty (USA) |
| 2             | 18. srpna     | Cascais (Portugalsko) – Ourém (Portugalsko)        | 191 km        |               | Zvlněná etapa        | Kaden Groves (AUS)    |
| 3             | 19. srpna     | Lousã (Portugalsko) – Castelo Branco (Portugalsko) | 182 km        |               | Zvlněná etapa        | Wout van Aert (BEL)   |
| 4             | 20. srpna     | Plasencia – Pico Villuercas                        | 167 km        |               | Zvlněná etapa        | Primož Roglič (SLO)   |
| 5             | 21. srpna     | Fuente del Maestre – Sevilla                       | 170 km        |               | Rovinatá etapa       | Pavel Bittner (CZE)   |
| 6             | 22. srpna     | Jerez de la Frontera – Yunquera                    | 181 km        |               | Horská etapa         | Ben O'Connor (AUS)    |
| 7             | 23. srpna     | Archidona – Córdoba                                | 179 km        |               | Zvlněná etapa        | Wout van Aert (BEL)   |
| 8             | 24. srpna     | Úbeda – Cazorla                                    | 159 km        |               | Středně těžká etapa  | Primož Roglič (SLO)   |
| 9             | 25. srpna     | Motril – Granada                                   | 178 km        |               | Horská etapa         | Adam Yates (GBR)      |
|               | 26. srpna     | Den odpočinku                                      | Den odpočinku | Den odpočinku | Den odpočinku        | Den odpočinku         |
| 10            | 27. srpna     | Ponteareas – Baiona                                | 160 km        |               | Horská etapa         | Wout van Aert (BEL)   |
| 11            | 28. srpna     | Padrón – Padrón                                    | 164 km        |               | Středně těžká etapa  | Eddie Dunbar (IRL)    |
| 12            | 29. srpna     | Orense – Estación de Montaña de Manzaneda          | 133 km        |               | Zvlněná etapa        | Pablo Castrillo (ESP) |
| 13            | 30. srpna     | Lugo – Puerto de Ancares                           | 171 km        |               | Horská etapa         | Michael Woods (CAN)   |
| 14            | 31. srpna     | Villafranca del Bierzo – Villablino                | 199 km        |               | Středně těžká etapa  | Kaden Groves (AUS)    |
| 15            | 1. září       | Infiesto – Valgrande-Pajares                       | 142 km        |               | Horská etapa         | Pablo Castrillo (ESP) |
|               | 2. září       | Den odpočinku                                      | Den odpočinku | Den odpočinku | Den odpočinku        | Den odpočinku         |
| 16            | 3. září       | Luanco – Lagos de Covadonga                        | 181 km        |               | Horská etapa         | Marc Soler (ESP)      |
| 17            | 4. září       | Arnuero – Santander                                | 143 km        |               | Středně těžká etapa  | Kaden Groves (AUS)    |
| 18            | 5. září       | Vitoria-Gasteiz – Maeztu                           | 175 km        |               | Středně těžká etapa  | Urko Berrade (ESP)    |
| 19            | 6. září       | Logroño – Alto de Moncalvillo                      | 168 km        |               | Zvlněná etapa        | Primož Roglič (SLO)   |
| 20            | 7. září       | Villarcayo – Picón Blanco                          | 171 km        |               | Horská etapa         | Eddie Dunbar (IRL)    |
| 21            | 8. září       | Distrito Telefónica – Madrid                       | 22 km         |               | Individuální časovka | Stefan Küng (SUI)     |
| Celková délka | Celková délka | Celková délka                                      | 3 265 km      | 3 265 km      | 3 265 km             | 3 265 km              |

## Průběžné pořadí
| Etapa          | Vítěz           | Celkové pořadí  | Bodovací soutěž | Vrchařská soutěž         | Soutěž mladých jezdců | Soutěž týmů                | Cena bojovnosti          |
| -------------- | --------------- | --------------- | --------------- | ------------------------ | --------------------- | -------------------------- | ------------------------ |
| 1              | Brandon McNulty | Brandon McNulty | Brandon McNulty | neuděleno                | Mathias Vacek         | UAE Team Emirates          | neuděleno                |
| 2              | Kaden Groves    | Wout van Aert   | Kaden Groves    | Stefan Küng              | Mathias Vacek         | UAE Team Emirates          | Luis Ángel Maté Mardones |
| 3              | Wout van Aert   | Wout van Aert   | Wout van Aert   | Luis Ángel Maté Mardones | Mathias Vacek         | UAE Team Emirates          | Xabier Isasa             |
| 4              | Primož Roglič   | Primož Roglič   | Wout van Aert   | Sylvain Moniquet         | Antonio Tiberi        | UAE Team Emirates          | Pablo Castrillo          |
| 5              | Pavel Bittner   | Primož Roglič   | Wout van Aert   | Sylvain Moniquet         | Antonio Tiberi        | UAE Team Emirates          | Ibon Ruiz                |
| 6              | Ben O'Connor    | Ben O'Connor    | Wout van Aert   | Sylvain Moniquet         | Florian Lipowitz      | Decathlon–AG2R La Mondiale | Ben O'Connor             |
| 7              | Wout van Aert   | Ben O'Connor    | Wout van Aert   | Sylvain Moniquet         | Antonio Tiberi        | Decathlon–AG2R La Mondiale | Xabier Isasa             |
| 8              | Primož Roglič   | Ben O'Connor    | Wout van Aert   | Primož Roglič            | Antonio Tiberi        | Decathlon–AG2R La Mondiale | Oier Lazkano             |
| 9              | Adam Yates      | Ben O'Connor    | Wout van Aert   | Adam Yates               | Florian Lipowitz      | UAE Team Emirates          | Adam Yates               |
| 10             | Wout van Aert   | Ben O'Connor    | Wout van Aert   | Adam Yates               | Florian Lipowitz      | UAE Team Emirates          | Wout van Aert            |
| 11             | Eddie Dunbar    | Ben O'Connor    | Wout van Aert   | Adam Yates               | Carlos Rodriguez      | UAE Team Emirates          | Xandro Meurisse          |
| 12             | Pablo Castrillo | Ben O'Connor    | Wout van Aert   | Adam Yates               | Carlos Rodriguez      | UAE Team Emirates          | Pablo Castrillo          |
| 13             | Michael Woods   | Ben O'Connor    | Wout van Aert   | Wout van Aert            | Carlos Rodriguez      | UAE Team Emirates          | Wout van Aert            |
| 14             | Kaden Groves    | Ben O'Connor    | Wout van Aert   | Wout van Aert            | Carlos Rodriguez      | UAE Team Emirates          | Jhonatan Narváez         |
| 15             | Pablo Castrillo | Ben O'Connor    | Wout van Aert   | Wout van Aert            | Florian Lipowitz      | UAE Team Emirates          | Jay Vine                 |
| 16             | Marc Soler      | Ben O'Connor    | Kaden Groves    | Jay Vine                 | Carlos Rodriguez      | UAE Team Emirates          | Marc Soler               |
| 17             | Kaden Groves    | Ben O'Connor    | Kaden Groves    | Jay Vine                 | Carlos Rodriguez      | UAE Team Emirates          | Xabier Isasa             |
| 18             | Urko Berrade    | Ben O'Connor    | Kaden Groves    | Marc Soler               | Carlos Rodriguez      | UAE Team Emirates          | Marc Soler               |
| 19             | Primož Roglič   | Primož Roglič   | Kaden Groves    | Marc Soler               | Mattias Skjelmose     | UAE Team Emirates          | Isaac del Toro           |
| 20             | Eddie Dunbar    | Primož Roglič   | Kaden Groves    | Jay Vine                 | Mattias Skjelmose     | UAE Team Emirates          | Marc Soler               |
| 21             | Stefan Küng     | Primož Roglič   | Kaden Groves    | Jay Vine                 | Mattias Skjelmose     | UAE Team Emirates          | neuděleno                |
| Konečné pořadí | Konečné pořadí  | Primož Roglič   | Kaden Groves    | Jay Vine                 | Mattias Skjelmose     | UAE Team Emirates          | Marc Soler               |

## Konečné pořadí
| Legenda | Legenda                         | Legenda | Legenda                               |
| ------- | ------------------------------- | ------- | ------------------------------------- |
|         | Označuje lídra celkového pořadí |         | Označuje lídra vrchařské soutěže      |
|         | Označuje lídra bodovací soutěže |         | Označuje lídra soutěže mladých jezdců |
|         | Označuje lídra soutěže týmů     |         | Označuje vítěze ceny bojovnosti       |

### Celkové pořadí
| Pořadí | Jezdec                  | Tým                        | Čas         |
| ------ | ----------------------- | -------------------------- | ----------- |
| 1      | Primož Roglič (SLO)     | Red Bull–Bora–Hansgrohe    | 81h 49' 18" |
| 2      | Ben O'Connor (AUS)      | Decathlon–AG2R La Mondiale | + 2' 36"    |
| 3      | Enric Mas (ESP)         | Movistar Team              | + 3' 13"    |
| 4      | Richard Carapaz (ECU)   | EF Education–EasyPost      | + 4' 02"    |
| 5      | Mattias Skjelmose (DEN) | Lidl–Trek                  | +5' 49"     |
| 6      | David Gaudu (FRA)       | Groupama–FDJ               | + 6' 32"    |
| 7      | Florian Lipowitz (GER)  | Red Bull–Bora–Hansgrohe    | + 7' 05"    |
| 8      | Mikel Landa (ESP)       | Soudal–Quick-Step          | + 8' 48"    |
| 9      | Pavel Sivakov (FRA)     | UAE Team Emirates          | + 10' 04"   |
| 10     | Carlos Rodríguez (ESP)  | Ineos Grenadiers           | + 11' 19"   |